# Affaire Tapie - Crédit lyonnais
L’affaire Tapie - Crédit lyonnais (aussi appelée affaire Adidas ou affaire Lagarde - Tapie) est une affaire opposant, depuis 1992, Bernard Tapie à la Société de Banque Occidentale (SdBO), une filiale du Crédit lyonnais, elle-même banque publique au moment des faits. L’extinction de l’action publique à l’encontre de Bernard Tapie est prononcée après son décès, le 3 octobre 2021.
Fin 1992, Bernard Tapie devenu ministre souhaite vendre Adidas pour éviter tout conflit d'intérêts comme le réclame François Mitterrand. De plus, Adidas, en cours de redressement, perd de l'argent. Il confie un mandat de vente à la Société de Banque Occidentale (SdBO), une filiale du Crédit lyonnais. Le Crédit lyonnais vend Adidas pour le compte de Bernard Tapie en février 1993, au prix fixé par Bernard Tapie de deux milliards et quatre-vingt-cinq millions de francs (369 millions d'euros d'aujourd'hui après actualisation). Bernard Tapie ne conteste pas la vente. Il avait tenté en vain de vendre à ce prix Adidas à la société Pentland (en) en juillet 1992.
Mais Bernard Tapie est mis en faillite par le Crédit lyonnais un an plus tard, en mars 1994, le Crédit lyonnais cassant le mémorandum signé avec Bernard Tapie qui prévoyait la vente progressive de toutes ses autres affaires afin de rembourser sa dette restante. Ruiné et ainsi rendu inéligible, Bernard Tapie s'intéresse de près à la vente d'Adidas réalisée pour son compte par le Crédit lyonnais. Il découvre que le Crédit lyonnais a effectué un montage opaque par lequel la banque a revendu Adidas à un groupe d'investisseurs dont deux sociétés offshore avec une option de revente à Robert Louis-Dreyfus lui permettant d'engranger une plus-value de 2,6 milliards de francs (396 millions d'euros) en cas de redressement d'Adidas.
Bernard Tapie estime que le Crédit lyonnais l'a berné en effectuant ce montage opaque, qui a permis à la banque de violer son obligation de loyauté et son obligation de neutralité lors de la vente, et ainsi d'empocher les près de 400 millions d'euros qui auraient dû lui revenir. Une version réfutée par Laurent Mauduit, cofondateur et journaliste de Mediapart, qui affirme que Bernard Tapie avait une parfaite connaissance de la valeur d'Adidas avant sa liquidation. Mais Bernard Tapie ne peut pas attaquer le Crédit lyonnais car du fait de sa mise en liquidation par la banque, il n'est plus le propriétaire de BT Finance, la société qui possédait Adidas, qui est la société lésée dans l'opération, et dont les titres appartiennent désormais en quasi-totalité au Crédit lyonnais (qui ne va donc évidemment pas porter plainte contre elle-même). Ce n'est donc pas Bernard Tapie mais le mandataire liquidateur de Bernard Tapie Finance (BTF) et ses petits porteurs (les particuliers qui avaient conservé des actions BT Finance achetées en Bourse des années auparavant, financés par Bernard Tapie) qui vont entamer les procédures judiciaires qui vont durer quinze ans.  
Bernard Tapie obtient de pouvoir se joindre à la plainte, et après plusieurs jugements favorables obtient le 11 juillet 2008, par la décision d'un tribunal arbitral, la somme de 403 millions d'euros (243 millions d'euros de dommages, 115 millions d'euros d'intérêts, et 45 millions d'euros de préjudice moral). Les conditions de recours à cette sentence arbitrale sont très controversées au niveau politique et font l'objet de plusieurs recours en annulation devant les juridictions administratives. Tous ces recours devant les juridictions administratives sont rejetés.  
Le 4 août 2011, la Cour de justice de la République (CDJ) ouvre une enquête à l'encontre de Christine Lagarde pour établir si elle a privilégié les intérêts de Bernard Tapie lors de l'arbitrage. La presse se procure une « lettre d’allégeance » adressée par Christine Lagarde à Nicolas Sarkozy : « Utilise-moi pendant le temps qui te convient et convient à ton action et à ton casting. […] Si tu m'utilises, j'ai besoin de toi comme guide et comme soutien : sans guide, je risque d'être inefficace, sans soutien je risque d'être peu crédible. Avec mon immense admiration. Christine L.. » Celle-ci est auditionnée pendant vingt-quatre heures les 23 et 24 mai 2013, et placée sous le statut de témoin assisté le 24 mai 2013. Elle est mise en examen le 27 août 2014 pour le seul motif de « négligence ». Le procès de Christine Lagarde devant la Cour de justice de la République débute le 12 décembre 2016. Au terme du procès, le parquet requiert sa relaxe. Le 19 décembre 2016, la Cour la déclare coupable de « négligence », mais la dispense de peine et ne fait pas inscrire cette condamnation à son casier judiciaire. 
Dans un autre volet pénal non ministériel de cette affaire, Pierre Estoup, l'un des trois juges du tribunal arbitral, est mis en examen pour « escroquerie en bande organisée ». Bernard Tapie et son avocat, Maître Lantourne, sont mis en examen le 28 juin 2013 pour le même chef d'accusation. Des lettres saisies dans le cadre de l'instruction démontrent que Messieurs Estoup et Lantourne avaient partie liée bien avant la décision de nommer un tribunal d'arbitrage.  
Fin mai 2013, Pierre Moscovici, ministre de l'Économie et des Finances du gouvernement Ayrault, affirme qu'il envisage la révision de l'arbitrage de 2008. De fait, l'État se constitue partie civile le 10 juin 2013 et le CDR dépose un recours en révision de l'arbitrage le 27 juin 2013. Le 17 février 2015, la cour d'appel de Paris annule le jugement arbitral de 2008 et, le 3 décembre 2015, elle condamne Bernard Tapie et sa femme à rembourser les 404 millions d'euros perçus en 2008.  
Parallèlement, en janvier 2015, la cour d'appel de Paris valide les mises en examen pour « escroquerie en bande organisée » de Bernard Tapie, de Pierre Estoup et de Maurice Lantourne. Dans le cadre de l'affaire d'arbitrage du litige concernant la vente d'Adidas, Bernard Tapie est mis en examen le 6 mai 2015 pour « détournements de fonds »,. Sa mise en examen pour « escroquerie en bande organisée » est validée par un arrêt de la cour de cassation du 20 janvier 2016.
En décembre 2017, les juges d’instruction décident de renvoyer devant le tribunal correctionnel, Bernard Tapie, Maurice Lantourne, Christine Lagarde, Stéphane Richard, président-directeur général d’Orange, Pierre Estoup, Jean-François Rocchi, ancien directeur du Consortium de réalisation (CDR), et Bernard Scemama, ancien président de l’Établissement public de financement et de restructuration (EFPR).
Estimant qu'aucun élément ne permet d'affirmer que l'arbitrage fait l'objet d'une fraude, le tribunal correctionnel prononce une relaxe générale le 9 juillet 2019. Le parquet de Paris fait appel de ce premier jugement. En juin 2021, le parquet général requiert une peine de cinq ans de prison avec sursis et 300.000 euros d'amende pour « complicité d'escroquerie » et « détournement de fonds publics ». Affaibli par son cancer, Bernard Tapie n'est pas en mesure de se présenter aux dernières audiences. Son décès, le 3 octobre 2021, met fin à l'action publique le concernant.

## La théorie de la défense de Bernard Tapie

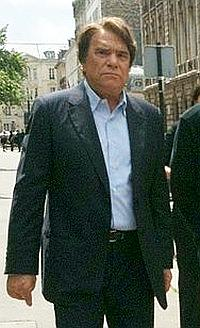
Bernard Tapie.

### Le rachat
En juillet 1990, le Groupe Bernard Tapie (SNC GBT) se porte acquéreur de la société Adidas auprès des sœurs Dassler, héritières d'Adolf Dassler, le fondateur de la marque. Cet investissement de 1,6 milliard de francs (245 M€) est rendu possible par un financement à 100 % par un pool bancaire, ayant pour chef de file la SDBO. Cette filiale du Crédit Lyonnais participe à hauteur de 31,25 %. À cette occasion, les AGF, l'UAP entrent au capital de la marque de sport.
L'entreprise est rachetée pour une somme jugée peu élevée à l'époque. En effet, elle possède la quatrième marque la plus connue au monde. Mais elle fait face à plusieurs difficultés : elle affiche de lourdes pertes, souffre d'une image vieillissante, et contrairement à ses grands concurrents comme Nike ou Reebok, fabrique encore une part importante de sa production dans des pays à main-d'œuvre onéreuse, comme l'Allemagne, berceau du groupe.
Le groupe Adidas a besoin d'être restructuré pour redevenir profitable, et c'est le but de Bernard Tapie lorsqu'il en prend possession. Il s'agit de la restructuration d'un groupe important nécessitant d'y consacrer des moyens financiers conséquents, et les médias français s'interrogent immédiatement sur la capacité de Bernard Tapie à mener à bien de front ses ambitions politiques, sportives, et ce chantier industriel qui vient en addition de son groupe déjà constitué d'une quarantaine de sociétés. L'intéressé déclare pourtant : « Adidas, c'est l'affaire de ma vie. »

### Le redressement d'Adidas
Bernard Tapie engage, de 1990 à 1992, les réformes lourdes et coûteuses qui vont permettre de redresser Adidas : recours généralisé à la sous-traitance, délocalisation d'une partie de la main d'œuvre, redéfinition de la politique de distribution, et refonte du marketing par l'engagement du patron du design de Nike, Rob Strasser. Adidas va ainsi pour la première fois de son histoire[réf. nécessaire] changer de logo, la fleur de lotus étant remplacée par un plus moderne triangle matérialisé par trois bandes parallèles, logo toujours en place aujourd'hui.
Les coûts de cette restructuration sont élevés (en 1992, Adidas enregistre une perte de 500 millions de francs français, qui rend nécessaire une augmentation de capital de même montant, partiellement souscrite et entièrement financée par le Crédit Lyonnais et les AGF).
À ce moment-là, le bilan comptable réel de Tapie est négatif de 2,1 milliards de francs (1,6 milliard d'emprunt plus 500 millions de pertes). Le nantissement d'Adidas aurait dû être prononcé, mais grâce au soutien de l'Élysée, un privilège lui est accordé. Mais dès 1993, la société recommence à engranger des profits, pour la première fois depuis plus de dix ans.
Robert Louis-Dreyfus rachète l'affaire en janvier 1993 et poursuit pendant deux ans le plan d'affaire de Bernard Tapie. Il déclarera au sujet de la gestion Tapie « Bernard Tapie et ses équipes avaient fait de l'excellent travail. Lorsque j'ai repris l'affaire, elle était à 80 % restructurée, c'est pourquoi j'ai décidé de poursuivre le plan dirigé par Gilberte Beaux [présidente d'Adidas, collaboratrice de Bernard Tapie], nos premières véritables décisions stratégiques n'intervenant qu'à partir de 1995, à commencer par l'introduction en Bourse »,.
Une autre version du redressement d'Adidas est présentée par ceux qui la dirigeaient au temps de Robert Louis Dreyfus. Selon eux, le redressement d'Adidas ne s'est pas fait sous la férule de Bernard Tapie. « On a évidemment réorganisé la production », se souvient Christian Tourres, le bras droit de Robert Louis-Dreyfus à l'époque d'Adidas : « Le mouvement avait été engagé avant Tapie. Tapie avait suivi mollement. On est arrivé et on a accéléré. On a redressé la boîte en un an. » L'essentiel de la restructuration est mis en œuvre en 1993 quand le groupe dispose des moyens de mettre en œuvre les mesures nécessaires, moyens financiers dont ne disposait pas Bernard Tapie. Délocalisation de la production, restructuration des filiales, mise en place d'une nouvelle stratégie marketing, modernisation de l'image et du style… Seul point d'accord entre ces deux versions : la plupart des orientations qui seront mises en œuvre par Robert Louis-Dreyfus à partir de 1993 sont esquissées par Gilberte Beaux, présidente éphémère du directoire d'Adidas.

### Le virage de Bernard Tapie vers la politique et la décision de revendre
Depuis 1988 et son entrée en politique, Bernard Tapie réalise des performances électorales qui feront dire à François Mitterrand à son sujet qu'il l'« épate ». Aussi, lorsque François Mitterrand décide, en avril 1992, de remplacer son Premier Ministre, Édith Cresson, dont la cote de popularité est en perdition, par Pierre Bérégovoy, ce dernier soumet au président de la République la candidature de Bernard Tapie au sein du gouvernement. Le président y est favorable, mais à une condition : que Bernard Tapie se retire totalement des affaires, François Mitterrand considérant incompatibles la position de ministre et celle d’homme d’affaires de haut niveau.
Bernard Tapie en cessation de paiement profite de cette opportunité comme prétexte pour revendre l'intégralité de ses affaires.
Il signe pour cela deux contrats avec sa banque, la SdBO, partenaire depuis dix-sept ans, et filiale du Crédit lyonnais : 
- un mandat de vente spécifique pour Adidas, fleuron du groupe Tapie, et dont il fixe le prix de vente à 2,085 milliards de francs. La lettre de mandat est accompagnée d'une lettre d'engagement dans laquelle il s'engage à vendre Adidas avant le 15 février 1993[25].
- un mémorandum pour l'ensemble de ses autres affaires, qui prévoit la vente une à une de ses autres entreprises, le produit des ventes étant destiné par priorité au remboursement de la dette bancaire du groupe, le solde devant servir à constituer avec le Crédit Lyonnais un fonds de gestion privé destiné à prendre des participations minoritaires dans des entreprises jugées prometteuses tout en assurant à Bernard Tapie une rente confortable[26]. Cependant, Bernard Tapie ne réussissant pas à prendre les mesures nécessaires à la mise en œuvre de ce mémorandum (et notamment le retrait de bourse de BTF), l'accord ne peut être mis en œuvre avant la nomination de Jean Peyrelevade à la tête du Crédit Lyonnais (novembre 1993).

### Le plan du Crédit lyonnais
À la fin de 1992, après une tentative de vente avortée à Pentland Group (en) (propriétaire de la marque Reebok), Bernard Tapie charge le Crédit Lyonnais de vendre Adidas ; la banque se livre à une expertise minutieuse de l'affaire, et réalise que sa valeur est certainement bien supérieure au prix minimum demandé par Bernard Tapie dans son mandat (plus de deux milliards de francs). L'état-major de la banque conçoit donc un plan : se porter acquéreur d'Adidas, au prix minimum demandé par Bernard Tapie, et revendre la société au prix fort et à son seul profit par la suite, via des sociétés offshore pour préserver l’anonymat des opérations.
Ce plan est dévoilé dans une note interne saisie à l'occasion de la perquisition du siège du Crédit lyonnais du juge Eva Joly qui enquête alors sur une autre affaire. Cette note, écrite en octobre 1992 par Henri Filho, directeur général de Crédit lyonnais Invest, la filiale financière du Crédit lyonnais, plus de deux mois avant la signature du mémorandum et du mandat de vente d'Adidas par Bernard Tapie, à l'attention du président du Crédit lyonnais, Jean-Yves Haberer, décrit toute l'opération, notamment le portage par « des sociétés offshore n'ayant aucun lien avec le Crédit lyonnais et assurant une parfaite étanchéité avec lui, avec au moins deux échelons de protection »,.
Le plan comporte deux fautes répréhensibles par la loi : 
1. La faute au mandat, qui consiste à ne pas être loyal avec son client, en ne l'informant pas de la possibilité de vendre son affaire plus cher ;
2. L'interdiction pour le mandataire (la banque) de se porter contrepartie, c'est-à-dire d’acquérir elle-même le bien (Adidas) qu'elle est chargée de vendre pour le compte de son client (Bernard Tapie).

Aussi, la banque ne se contente pas d'établir un plan visant à capter à son profit la plus-value devant revenir à Bernard Tapie. Prudente, elle intègre dans son plan un moyen d'éviter tout recours possible par Bernard Tapie dans le futur, s'il venait à découvrir que la vente n'était pas régulière. Elle utilise pour cela le mémorandum qu'elle fait signer à Bernard Tapie en même temps que la vente d'Adidas. En effet, dans ce mémorandum du 12 décembre 1992,, elle exige, parmi les conditions d’exécution, deux conditions fondamentales : la sortie de bourse de Bernard Tapie Finance (propriétaire d’Adidas), puis l’acquisition de tous les titres de Bernard Tapie Finance.
En devenant à terme propriétaire unique de BT Finance, la société qui possède Adidas au jour de la signature du mémorandum, la banque pense ainsi se prémunir contre toute plainte ultérieure de Bernard Tapie, puisque seule Bernard Tapie Finance sera habilitée à réclamer les sommes perçues par le Crédit lyonnais à son détriment lors de la vente d'Adidas. Le Crédit lyonnais s'assure donc ainsi que sa future filiale, BT Finance, n'ira pas porter plainte contre elle-même.
Une autre interprétation de cette note du 17 novembre 1992 contredit l'idée d'une conspiration contre Bernard Tapie. La note indique les objectifs du Crédit Lyonnais : il s'agit pour la banque de préserver la valeur du gage que représente le seul actif de BTF SA via sa filiale à 78 % Bernard Tapie Finances Gmbh en organisant la cession d'Adidas à un groupe d'investisseurs dont la principale dirigeante du groupe BTF, Gilberte Beaux. Bernard Tapie refuse de conserver une part minoritaire dans Adidas.

### La vente
Le 15 février 1993, l'entreprise est revendue pour la somme de 2,085 milliards de francs (315,5 millions d'euros), par l'intermédiaire du Crédit lyonnais, mandaté à cet effet, à un groupe d'investisseurs emmenés par Robert Louis-Dreyfus. Bernard Tapie, ayant reçu le montant prévu au mandat, ne conteste pas la vente. Par ailleurs, le mémorandum signé en décembre 1992 entre Bernard Tapie et le Crédit lyonnais suit son cours : il prévoit le changement progressif de l'activité du groupe Tapie qui doit passer, avec la volonté de Bernard Tapie de ne se consacrer qu'à la politique, d'une activité de groupe industriel actif à un groupe de placement financiers.

### La mise en faillite du groupe Bernard Tapie
La reprise par le Crédit Lyonnais de l'ensemble des titres de BT Finance, met du temps. Il faut, en effet, sortir l'affaire de la Bourse, après avoir racheté tous les titres des minoritaires. Or, il en existe des milliers : Bernard Tapie étant très connu pour ses succès dans les affaires dans les années 1980, de très nombreux particuliers, des « petits porteurs », ont acheté des actions BT Finance à partir de sa cotation en Bourse en 1987. Difficile dans ces conditions pour le Crédit lyonnais de parvenir à racheter tous les titres.
En conséquence, la banque passe à un « plan B » : la mise en faillite de groupe Tapie, car celle-ci permettra à la banque, en tant que premier créancier du groupe, de récupérer de fait tous les actifs du groupe Bernard Tapie, dont les titres de BT Finance, sans avoir à attendre la sortie de la Bourse de la société puis le rachat de tous ses titres. Pour cela, la banque doit commencer par casser le mémorandum qu'elle a signé avec Bernard Tapie. Elle guette donc une faute et celle-ci interviendra le 25 mars 1994.
Bernard Tapie ayant toujours mis sa caution personnelle sur le remboursement des dettes de son groupe, une expertise de ses biens, notamment ses meubles, est prévue dans un nouvel accord signé le 13 mars 1994 par le Directeur général du Crédit Lyonnais, François Gille, accord qui se substitue au précédent. Cette expertise doit être fournie par Jacques Tajan et Jean-Pierre Dillée dont les noms ont été proposés par Bernard Tapie.
L'accord était un accord de divorce total, qui donnait à Bernard Tapie plusieurs années pour rembourser ce qu'il pouvait de ses dettes, à hauteur seulement des recettes obtenues de la vente de ses actifs et notamment de ses œuvres d'art dont il prétendait qu'elles valaient beaucoup d'argent.
L'accord prévoyait dans une clause à valeur suspensive la confirmation avant le 31 mars 1994, grâce à l'intervention des deux experts précités, de la valeur des œuvres d'art, ce qui était un élément-clef de l'ensemble. À cette date, aucun document n'est remis. Le Crédit Lyonnais attend six semaines sans que rien se passe. La lettre de constatation du non-respect de la clause suspensive et donc de la rupture de l'accord est envoyée à Bernard Tapie le 17 mai 1994. Les experts qu'il avait désignés n'ont même pas été contactés par Bernard Tapie.
Le 18 mai, le Crédit Lyonnais déclenche une saisie conservatoire au domicile de Bernard Tapie pour s'assurer de l'existence des biens. Dans la nuit du 17 au 18, Bernard Tapie essaye de déménager meubles et œuvres d'art.
Bernard Tapie saisit dès le 30 mai la justice, en demande d'exécution forcée, pour lui faire dire que le Crédit Lyonnais n'avait pas le droit de rompre unilatéralement l'accord de mars 1994 et que ce dernier est donc toujours valable. Le Tribunal de Grande Instance de Paris lui donne tort par un jugement du 23 novembre 1994. 
À cette date, le Crédit Lyonnais est donc fondé à demander le remboursement de toutes les dettes échues du groupe Tapie, de constater le défaut de paiement et à saisir le Tribunal de Commerce de Paris. Ce dernier prononce la liquidation judiciaire à mi-décembre 1994.

### La polémique sur la mise en faillite du groupe Bernard Tapie
Le journaliste Airy Routier, pourtant auteur d'une biographie jugée sans complaisance à l'égard de Bernard Tapie, interroge début 2009 les juges ayant prononcé la faillite du Groupe Tapie en 1994, lors de l’émission Un jour, un destin : Bernard Tapie sur France 2 en juin 2009. Airy Routier rapporte qu'à la question « comment se fait-il que le groupe Tapie ait été mis en faillite avec une telle précipitation et sans prévoir aucun plan de sauvegarde ou même de continuation, fait tout à fait inhabituel pour des groupes de cette taille », les juges auraient répondu « avoir subi de très fortes pressions de leur hiérarchie pour prononcer la faillite immédiate du groupe Tapie ». Cette précipitation de la justice et ces pressions déclarées comme subies par les juges eux-mêmes constituent des arguments majeurs pour les défenseurs de la théorie de l'« assassinat politique » dans la mise en faillite de Bernard Tapie.
Parmi eux, l'auteur André Bercoff, qui mène une enquête sur cette « exécution » banco-judiciaire, et pour qui le but de la manœuvre était double : assurer à l'État l'impunité dans la vente d'Adidas par la captation des actions BT Finance grâce à la mise en faillite du groupe Tapie ; et débarrasser la classe politique d'un encombrant intrus qui vient de réaliser 12 % des votes lors de l'élection européenne de 1994 : en effet, la loi de la faillite en France frappe d'inéligibilité Bernard Tapie, pour sept ans. La proximité politique des dirigeants du Crédit Lyonnais avec les dirigeants du PS ne pouvant, selon André Bercoff, être une coïncidence dans cette affaire : le président Jean-Yves Haberer a été placé par les socialistes, et son successeur Jean Peyrelevade est un ami proche de Michel Rocard et ennemi politique proclamé de Bernard Tapie. Afin que l'élimination soit complète (un homme populaire pouvant toujours influencer une élection sans se présenter), les dirigeants du Crédit lyonnais auraient été chargés de saper l'image de Bernard Tapie ; ce qui expliquerait, selon les défenseurs de cette thèse, la violence ultérieure des campagnes du Crédit lyonnais, n'hésitant pas à désigner Bernard Tapie comme l'un des principaux responsables des pertes de la banque, pourtant abyssales (trois milliards d’euros environ).
Bernard Tapie ne manquera pas de relever lui aussi, sans que cela ne soit repris par les médias, que le Président du Tribunal de Commerce ayant prononcé sa liquidation judiciaire a été nommé quelques mois plus tard, par l'État à la tête du CDR (l'organisme de défaisance du Crédit Lyonnais, ayant été créé pour récupérer les dossiers à risques du Crédit Lyonnais après la faillite de celui-ci).
Il ira jusqu'à dire : « L'État est tellement sûr de son impunité qu'il ne se cache même pas. Car enfin, à qui fera-t-on croire que le Président du Tribunal de Commerce ayant prononcé ma liquidation ne savait pas déjà qu'il serait promu, en remerciement, Président du CDR ? Il n'y a qu'en France qu'on peut voir ça. Vous faire juger par un homme qui sait que quelques mois plus tard il vous aura pour adversaire (NDLR : CDR vs Bernard Tapie sur la revente d'Adidas), même en Centrafrique on n'ose plus faire des choses pareilles. »

### Les questionnements de Bernard Tapie
Mis en faillite Bernard Tapie s'intéresse aux conditions de la revente d'Adidas, et découvre que Robert Louis-Dreyfus et ses coacquéreurs ont acquis la majorité des titres d'Adidas dans des conditions très inhabituelles : les 2 milliards de francs versés au groupe Tapie pour l'achat d'Adidas ont été financés par la SdBO, filiale du Crédit Lyonnais, celle-là même chargée de la vente d'Adidas pour le compte de Bernard Tapie. De surcroît, ce financement s'est fait par des prêts à recours limité et à taux d'intérêt symbolique. En d'autres termes, c'est le Crédit lyonnais, via sa filiale la SdBO, qui porte le risque de l'opération de deux milliards de francs, et tout cela apparemment pour ne gagner que des intérêts symboliques. Bernard Tapie omet de préciser qu'il a bénéficié lui-même de conditions similaires de la part de la SdBO par le passé, puisqu'il a obtenu un financement intégral de l'achat d'Adidas.
Autre étrangeté selon Bernard Tapie : il existe une option donnée aux acheteurs pour acquérir la totalité des titres d'Adidas dans les 24 mois pour 2,6 milliards de francs supplémentaires. Or, qui sont les bénéficiaires de la plus-value entre les 2 milliards versés au Groupe Tapie et les 2,6 milliards supplémentaires en cas de levée de l'option par les acheteurs ? Des fonds offshores, dont les actions sont détenues par des sociétés offshores, Citibank et Citistar. L'option est effectivement levée le 26 décembre 1994 par Robert Louis-Dreyfus qui prend le contrôle d'Adidas. Néanmoins, Gilberte Beaux faisant partie du tour de table des investisseurs, l'existence de l'option et donc du prix de vente à terme de deux ans est connue du camp Tapie. Le pari du redressement d'Adidas que joue Robert Louis Dreyfus est évident dès le mois de mars 1993 quand celui-ci indique qu'il a négocié une option d'achat globale la nuit précédant la signature de la vente.
Adidas est ensuite cotée le 17 novembre 1995 à la Bourse de Francfort pour une somme totale de 3,280 milliards de deutsche mark (1,677 milliard d'euros, près de 11 milliards de francs). La société, vendue en 1993 pour 2,08 milliards de francs par le Crédit lyonnais pour le compte de Bernard Tapie et « au mieux de ses intérêts », vaut donc deux ans plus tard près de 11 milliards de francs, soit plus de cinq fois plus. Un montant qui n'a rien d'étonnant pour une marque mondiale qui réussit son redressement.
Bernard Tapie comprend que si le Crédit lyonnais a assumé le risque financier de l'opération pour 2 milliards de francs, ce n'est certainement pas pour toucher les intérêts symboliques des prêts consentis aux acheteurs, mais bien pour toucher les 2,6 milliards de francs de plus-value lorsque l'option serait levée par Robert Louis-Dreyfus. Et que la nature offshore des fonds utilisés sert à préserver l'anonymat du Crédit Lyonnais.
Le Crédit Lyonnais a donc réalisé une plus-value de 2,6 milliards de francs (396 millions d'euros) sur son ancienne affaire et « dans son dos », commettant deux fautes répréhensibles en droit : la faute au mandat, qui consiste à ne pas être loyal avec son client, en ne l'informant pas de la possibilité de vendre son affaire plus cher ; et l'interdiction pour le mandataire (la banque) de se porter contrepartie, c'est-à-dire d'acquérir elle-même le bien (Adidas) qu'elle est chargée de vendre pour le compte de son client et au mieux de ses intérêts. 
Dans un premier temps, Jean Peyrelevade, président du Crédit lyonnais de 1993 à 2003, étaye cette thèse devant la justice en parlant de « portage » effectué par la banque, avant de reconnaître une erreur de formulation. Il reconnaîtra en 1996 dans un entretien au journal le Monde un profit de 1,6 milliard de francs (244 millions d'euros) réalisé par la banque à la suite de cette opération.
Puis le Crédit lyonnais va définitivement contester cette version des faits devant toutes les cours qui jugent l'affaire.

## Les décisions des institutions judiciaires de 1995 à 2007
Dès le 4 juillet 1995, au titre de la plus-value réalisée, Bernard Tapie réclame 229 millions d'euros au Crédit Lyonnais ainsi qu'au Consortium de réalisation (CDR), structure créée par l'État en 1995 pour liquider le passif du Crédit lyonnais après sa faillite de 1993-1994. Il l'assigne devant le tribunal de commerce de Paris.
Le 7 novembre 1996, le tribunal de commerce de Paris condamne le Consortium de réalisation à verser à Bernard Tapie une provision de 600 millions de francs (91,5 millions d'euros).
Le 12 octobre 1998, devant le tribunal de commerce de Paris, Bernard Tapie réclame 6,5 milliards de francs (990 millions d'euros) pour « montage frauduleux ». Le tribunal transfère le dossier à la cour d'appel de Paris et annule la provision de 600 millions de francs. 
En jouant sur une spécificité du droit français qui précise que le « pénal tient le civil en l’état », en d’autres termes que tant que Bernard Tapie n’aura pas terminé d’être jugé sur sa faillite, l’affaire Adidas ne pourra pas être jugée ; les avocats du Crédit Lyonnais parviennent à retarder le jugement en appel pendant neuf ans. 
Le 12 novembre 2004, la cour d'appel de Paris à travers le médiateur Jean-François Burgelin, ancien procureur général près la Cour de cassation, autorise une médiation entre Bernard Tapie et l'État, seul propriétaire du CDR, pour un accord amiable, mais la médiation échoue. 
Le 30 septembre 2005, neuf ans après le premier jugement, la cour d'appel condamne le Consortium de réalisation (CDR) à payer 135 millions d'euros à Bernard Tapie. Elle fixe le préjudice de Bernard Tapie à 66 millions d'euros augmentés de l'inflation et de la hausse du titre Adidas. Après avoir hésité à faire une transaction avec Bernard Tapie, Thierry Breton, ministre des finances, annonce qu'il autorise le CDR à se pourvoir en cassation.
Le 9 octobre 2006, la Cour de cassation, saisie par le CDR à la demande du gouvernement, casse l'arrêt de la cour d'appel, sans se prononcer sur le fond du dossier, mais en jugeant que la cour d'appel « n'avait pas caractérisé les éléments qui auraient permis d’établir, selon la jurisprudence en la matière, que le Crédit lyonnais était obligé par un contrat auquel il n’était pas partie ».
En effet, ce n'est pas le Crédit lyonnais qui est signataire du mandat de vente d'Adidas, mais la SdBO. Cette dernière est certes filiale à 100 % du Crédit lyonnais, mais cette subtilité de forme fonde le renvoi des parties devant la cour d'appel.
Cet arrêt n'est jugé satisfaisant par aucune des parties :
- Pour Bernard Tapie, cela signifie qu'il doit retourner devant la cour d'appel, puis éventuellement à nouveau devant la Cour de cassation, soit 4 à 7 ans de délai supplémentaire, dans une affaire qui dure déjà depuis treize ans.
- Pour le CDR, la Cour de cassation ayant confirmé la recevabilité de la plainte envers le Crédit lyonnais, un nouveau risque existe : celui de la demande en annulation de la vente d'Adidas par Bernard Tapie, auquel cas le préjudice couramment estimé est la valeur de la société le jour du jugement. Soit aux alentours de 7 milliards d'euros de risque maximum[40].

C'est pourquoi, le 25 octobre 2007, Bernard Tapie et les représentants du CDR acceptent le passage par un tribunal arbitral.

## L'arbitrage de 2008

### Les conditions de saisine du tribunal arbitral
Le 25 octobre 2007, Bernard Tapie et les représentants du CDR acceptent le passage par un tribunal arbitral. Cette procédure est fréquemment utilisée pour régler les conflits de droit commercial privé, mais extrêmement rarement dans les conflits entre personnes privées face à l’État, et en l'occurrence la décision est prise par Christine Lagarde, alors ministre de l'Économie de Nicolas Sarkozy, contre l'avis de l'Agence des participations de l'État. Les conditions de l'arbitrage sont strictes et acceptées par les parties directement concernées, sans pour autant être révélées publiquement. Ces conditions comprennent notamment :
- le fait que le tribunal devra juger « en droit », c'est-à-dire en fondant leur argumentation sur des dispositions (textes de loi, règlements) contraignants ;
- un plafonnement des dommages potentiellement accordés à Bernard Tapie ;
- un choix unanime des parties quant aux nominations des juges-arbitres.

Ces derniers sont Pierre Mazeaud, ancien président du Conseil constitutionnel, Jean-Denis Bredin, avocat de grande expérience, et Pierre Estoup, ancien Premier Président de la Cour d'Appel de Versailles. Chacun reçoit 300 000 €.
Tous trois sont acceptés sans réserve — faute de vérification sérieuse[réf. nécessaire] — par toutes les parties en tant que juges-arbitres.
L'essentiel de la sentence est rédigée par le magistrat Pierre Estoup. Les liens de proximité de cet arbitre avec l'avocat de Bernard Tapie, Maitre Lantourne conduiront les intéressés à leur mise en examen pour escroquerie en bande organisée.
L'accord du CDR est validé par les responsables de l'État français, en la personne de Christine Lagarde, Ministre des Finances.

### La sentence du tribunal arbitral
Le 7 juillet 2008, le tribunal arbitral condamne le CDR à verser à Bernard Tapie 403 millions d’euros, dont 45 millions d'euros à titre de préjudice moral,. 
Le tribunal arbitral reprend les jugements passés sur le fond, qui donnent raison à Bernard Tapie sur deux points. Selon les juges-arbitres, deux fautes graves ont bien été commises par la banque : d'une part, un manquement à l'obligation de loyauté incombant au mandataire, en n'informant pas le mandant de sa possibilité de vendre son affaire plus cher ; d'autre part, une violation de l'interdiction, pour la banque mandataire, de se porter contrepartie en achetant, directement ou indirectement, le bien qu'elle est chargée de vendre au mieux des intérêts de son client.
Le 28 juillet 2008, Christine Lagarde décide de ne pas contester cette sentence arbitrale, affirmant que les juristes qu'elle a consultés indiquent, dans leur majorité, des chances de succès très faibles.
L'État verse les sommes dues peu après. Mais le Crédit Lyonnais, qui devait contribuer à hauteur de douze millions d'euros, ne l'a jamais fait.

## Les suites de l'arbitrage

### La polémique
Cette sentence créera une forte polémique, aussi bien au sein du public, que des médias et de la classe politique. C'est surtout le montant record des indemnités pour préjudice moral (45 millions d'Euros) qui choque l'opinion, en total décalage avec les indemnités généralement accordées même dans des cas dramatiques (l'erreur judiciaire, ou l'erreur médicale).
Cette décision du tribunal arbitral, et celle de Christine Lagarde de ne pas s'y opposer, sont rapidement contestées par l'opposition de gauche et par une partie du centre, dès août 2008. Pour François Bayrou, cette décision est « un renvoi d’ascenseur par Nicolas Sarkozy au soutien de Bernard Tapie lors des élections présidentielles de 2007 ». Pour le PS, Jean-Marc Ayrault estime que « tout dans cette affaire relève du copinage d'État ». Bernard Tapie, de son côté, se défend en évoquant :
- le fait que toute la procédure ait été acceptée par toutes les parties sans aucune protestation (notamment par le député Nouveau Centre Charles de Courson devenu un des plus actifs ensuite pour contester le choix du recours à l'arbitrage). La critique n’intervenant qu’une fois que la sentence soit prononcée favorablement à Bernard Tapie.
- le fait que ceux qui mettent en doute la neutralité de l'arbitrage s’abstiennent de tout commentaire à l’égard des juges-arbitres du tribunal. Pourtant, si leur théorie est exacte, étant donné que la décision émane des arbitres, si cette décision a vraiment été dictée « de l’Élysée », cela doit signifier que les arbitres sont nécessairement « aux ordres ». Bernard Tapie affirme que la raison de cette curiosité repose probablement sur le fait que les Juges-Arbitres sont reconnus pour leur indépendance, Pierre Mazeaud (un des juges-arbitres) s’étant même distingué, dans le cadre de la commission Mazeaud nommée par Brice Hortefeux pour réfléchir au cadre juridique de « l’immigration choisie », pour critiquer sévèrement la politique d’immigration prônée par Nicolas Sarkozy et son gouvernement[52].

La polémique rebondit quand la justice vient questionner la partialité d'un des arbitres. Pierre Estoup a omis de mentionner les liens qui le liaient à l'avocat de Bernard Tapie. Au contraire, il a même signé une fausse déclaration d'indépendance où il a affirmé ne pas être lié à un des partis en présence. Mais il apparaît qu'entre 1997 et 2006, Pierre Estoup a reçu 42 % de ses honoraires en travaillant pour les avocats de Bernard Tapie. De plus, bien que Bernard Tapie affirme ne l'avoir « jamais connu », il lui a consacré en 1998 une dédicace où il l'assurait de son « immense reconnaissance » dans un de ses livres.
L'arbitrage fait l'objet d'un recours en révision pour manœuvre frauduleuse intenté par le CDR.

### Les auditions publiques devant la commission d'enquête parlementaire
Les détails de l’affaire sont exposés le 10 septembre 2008 devant la Commission des Finances de l’Assemblée nationale, où Bernard Tapie et les autres protagonistes sont entendus par les députés.

### Enquête de la Cour des comptes
De son côté, la Cour des comptes transmet au procureur général de la Cour de discipline budgétaire et financière, un rapport sur la gestion du CDR daté du 27/10/2010 pointant des dysfonctionnements dans la gestion du dossier Adidas/Tapie et mettant en cause Jean-François Rocchi, le président du CDR, ainsi que Christine Lagarde. Jean-François Rocchi est cependant confirmé par Nicolas Sarkozy fin 2011 dans ses fonctions de président de la Caisse de retraite complémentaire des fonctionnaires.

### Les recours administratifs contre la décision de Christine Lagarde et leur rejet
Courant août 2008, différents recours sont engagés par les responsables du Modem, du PS, ainsi que par le député Charles de Courson, devant le tribunal administratif. Ces recours portent essentiellement sur trois points :
1. Le montant du préjudice moral, qui atteint un record ;
2. La décision de la ministre des Finances, Christine Lagarde, de ne pas s’opposer à la décision du Consortium de réalisation (CDR) de recourir à l'arbitrage ;
3. La décision de la ministre des Finances de ne pas s’opposer à la décision du CDR de ne pas faire de recours en annulation contre cette sentence arbitrale.

À la suite de ces recours, la Commission des Finances à l'Assemblée nationale entend tous les protagonistes de l'affaire dans une série d'auditions du 3 au 23 septembre 2008. 
Les recours déposés devant le tribunal administratif sont déboutés, dans un jugement rendu public le 8 octobre 2009. Concernant le montant du préjudice moral, le tribunal administratif estime que « l'indemnisation du préjudice moral n'avait nullement été exclue par la cour d'appel, qui avait, en outre, réservé sa décision quant à la réparation éventuelle du préjudice consécutif à la mise en liquidation judiciaire des entités du groupe Tapie »
et que « le tribunal arbitral détermine le préjudice moral, dont la réparation est destinée en priorité à couvrir l’insuffisance d’actif dans le cadre de la liquidation judiciaire, en faisant état du comportement anormal de la banque à l’égard des époux Tapie, accompagné d’une campagne médiatique particulièrement violente ».
Ainsi, contrairement aux cas les plus fréquents d’indemnisation de préjudice moral pour lesquels il n’existe pas de manque à gagner financier pour la victime du préjudice, le tribunal administratif valide la décision du tribunal arbitral de calculer le montant du préjudice moral de Bernard Tapie en tenant compte des effets financiers directement subis par Bernard Tapie du fait de sa mise en liquidation judiciaire. Bernard Tapie utilisera ce compte-rendu parmi ses arguments pour obtenir la révision de sa mise en liquidation. Par ailleurs, le tribunal administratif note « l'intentionnalité du fautif du préjudice moral, la banque ayant mené « une campagne médiatique particulièrement violente », à la différence des préjudices moraux généralement traités dans lesquels il n'y a pas d'intentionnalité (notamment les erreurs judiciaires ou médicales).
Concernant la décision de la ministre des Finances de ne pas s’opposer à la décision du CDR de recourir à l'arbitrage, le tribunal administratif juge qu'« il ne ressort pas des pièces du dossier que la ministre aurait commis une erreur manifeste d’appréciation en décidant de ne pas s’opposer à la décision du CDR de recourir à l’arbitrage […], eu égard aux risques sérieux d’une nouvelle condamnation, et même d’aggravation de la première condamnation, compte tenu de la gravité des autres fautes du groupe bancaire retenues par la Cour d’appel et non censurées par la Cour de cassation, et de l’étendue du préjudice restant à déterminer, qui ne pouvait plus être limité au tiers du manque à gagner et qui devait inclure les effets de la liquidation judiciaire… » Le Tribunal administratif reconnait également que ce litige avec le CDR, contrôlé par l'État, est « pleinement arbitrable », contrairement à ce qu'a pu affirmer Thomas Clay, professeur de droit spécialiste du droit arbitral.
Concernant enfin la décision de la ministre des Finances de ne pas s’opposer à la décision du CDR de ne pas faire de recours en annulation contre cette sentence arbitrale, le tribunal administratif juge qu'« il ne ressort pas davantage des pièces du dossier que la ministre aurait commis une erreur manifeste d’appréciation en décidant de ne pas s’opposer à la décision du CDR de ne pas diligenter un recours en annulation contre la décision du tribunal arbitral, en estimant que le compromis d’arbitrage, notamment la chose jugée, n’avait pas été méconnu et qu’en conséquence un recours en annulation n’aurait pas eu de chance sérieuse de succès, eu égard aux cas limités d’ouverture prévus par l’article précité 1484 du code de procédure civile ».

### La révision du jugement de liquidation des sociétés de Bernard Tapie
Les décisions favorables rendues par le tribunal arbitral et le tribunal administratif permettent à Bernard Tapie de solder définitivement ses procédures devant la justice. Le tribunal correctionnel, saisi en 1993 par la juge Eva Joly pour banqueroute, le relaxe en 2010, aucune faute pénale n’étant retenue contre lui. 
Le tribunal de commerce ordonne, le 6 mai 2009, la révision des jugements de liquidation judiciaire de son groupe. Il convient de distinguer la révision d'une simple sortie de liquidation : la révision est obtenue ici non du fait du paiement des dettes du Groupe Tapie grâce aux indemnités issues de l’arbitrage, mais du fait que le tribunal de commerce a estimé que le groupe Tapie et Bernard Tapie à titre personnel n’auraient jamais dû être mis en liquidation judiciaire compte tenu des sommes qui lui revenaient dans le cadre de la vente d'Adidas.

### Le rejet définitif des recours contentieux administratifs par le Conseil d'État
Le 26 juillet 2011, le Conseil d'État rejette les pourvois de deux contribuables et d'un député qui demandaient l'annulation de décisions relatives au recours à l'arbitrage pour trancher le litige entre Bernard Tapie et le Crédit Lyonnais, et à l'absence de recours contre la sentence rendue, confirmant ainsi un arrêt rendu par la cour administrative d'appel de Paris en décembre 2010.

### Condamnation de Christine Lagarde

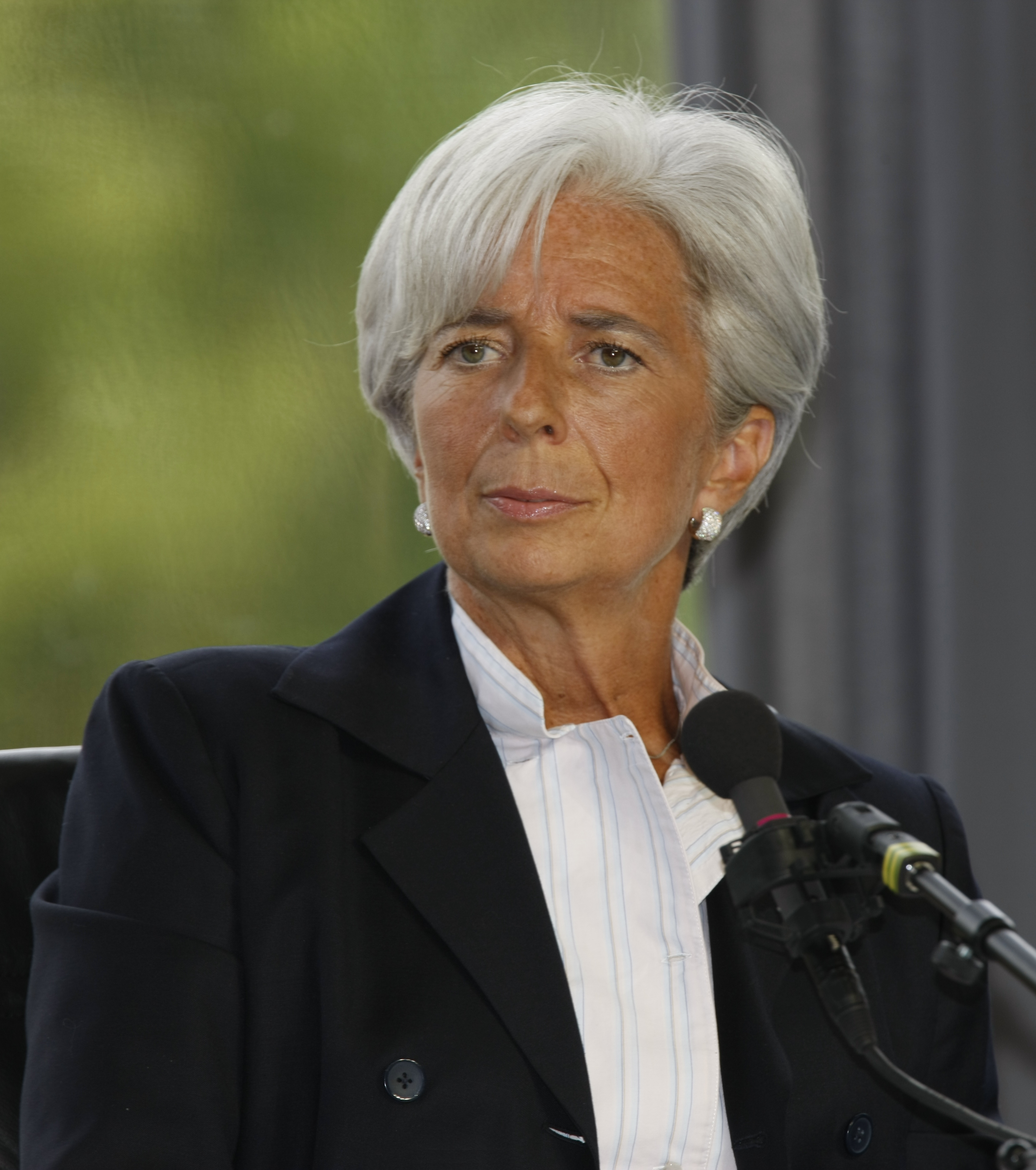
Christine Lagarde, ministre de l'Économie de 2007 à 2011.

À la demande de Jean-Louis Nadal, procureur général près la Cour de cassation, la Cour de Justice de la République (CJR), l'entité compétente pour juger les ministres, est saisie en mai 2011 à l'encontre de Christine Lagarde pour « abus d'autorité ». Cette saisie est réalisée par Jean-Louis Nadal sur la demande directe du futur Premier ministre Jean-Marc Ayrault,.
Les proches politiques de Christine Lagarde réagissent à l'encontre de la demande de Jean-Louis Nadal, en soulignant d'une part que celui-ci conteste un arbitrage qu'il était le premier à promouvoir (Jean-Louis Nadal, alors qu'il était procureur général près la cour d'appel de Paris, avait écrit une note juridique à l'attention de l'État en 2004 conseillant de recourir à un compromis,), et en mettant en cause sa neutralité politique d'autre part (Jean-Louis Nadal soutient Martine Aubry dans le cadre de la campagne de la primaire présidentielle socialiste de 2011, et prend la parole lors de son meeting de Lille d'octobre 2011. En 2012, il soutient ouvertement le candidat François Hollande).
Le 4 août 2011, la CJR, saisie à la suite d'une requête de députés socialistes, recommande l'ouverture d'une enquête à l'encontre de Christine Lagarde pour « complicité de faux » et « complicité de détournement de biens publics » au motif qu'elle se serait personnellement impliquée dans un processus qui comporterait « de nombreuses anomalies et irrégularités »,,,,.
La CJR rejette le soupçon d'« abus d'autorité » indiqué par Jean-Louis Nadal, mais demande cependant à entendre Christine Lagarde pour des soupçons sur une éventuelle « complicité de faux et de détournement de fonds publics ». Celle-ci sera auditionnée durant vingt-quatre heures les 23 et 24 mai 2013 par la CJR. Elle ressort de cette audition avec le statut de témoin assisté. Elle est cependant mise en examen le 27 août 2014 pour le seul motif de « négligence »,.
Le procès de Christine Lagarde devant la Cour de justice de la République débute le 12 décembre 2016. Elle encourt alors un an de prison ferme et 15 000 euros d'amende. Au terme du procès, le parquet requiert sa relaxe. Le 19 décembre 2016, la Cour la déclare coupable de « négligence », mais la dispense de peine et ne fait pas inscrire cette condamnation à son casier judiciaire. La juge Martine Ract Madoux justifie sa décision par « le contexte de crise financière mondiale dans lequel Madame Lagarde s'est retrouvée » ainsi qu'en raison de « la bonne réputation de Mme Lagarde et son statut international ». Mme Lagarde a toujours nié tout acte répréhensible, elle n'était pas présente lors du verdict et n'a pas fait appel de la décision du tribunal,.
Cette décision est considérée « illégale » par des analystes juridiques,.

### Volet pénal: accusations d'escroquerie

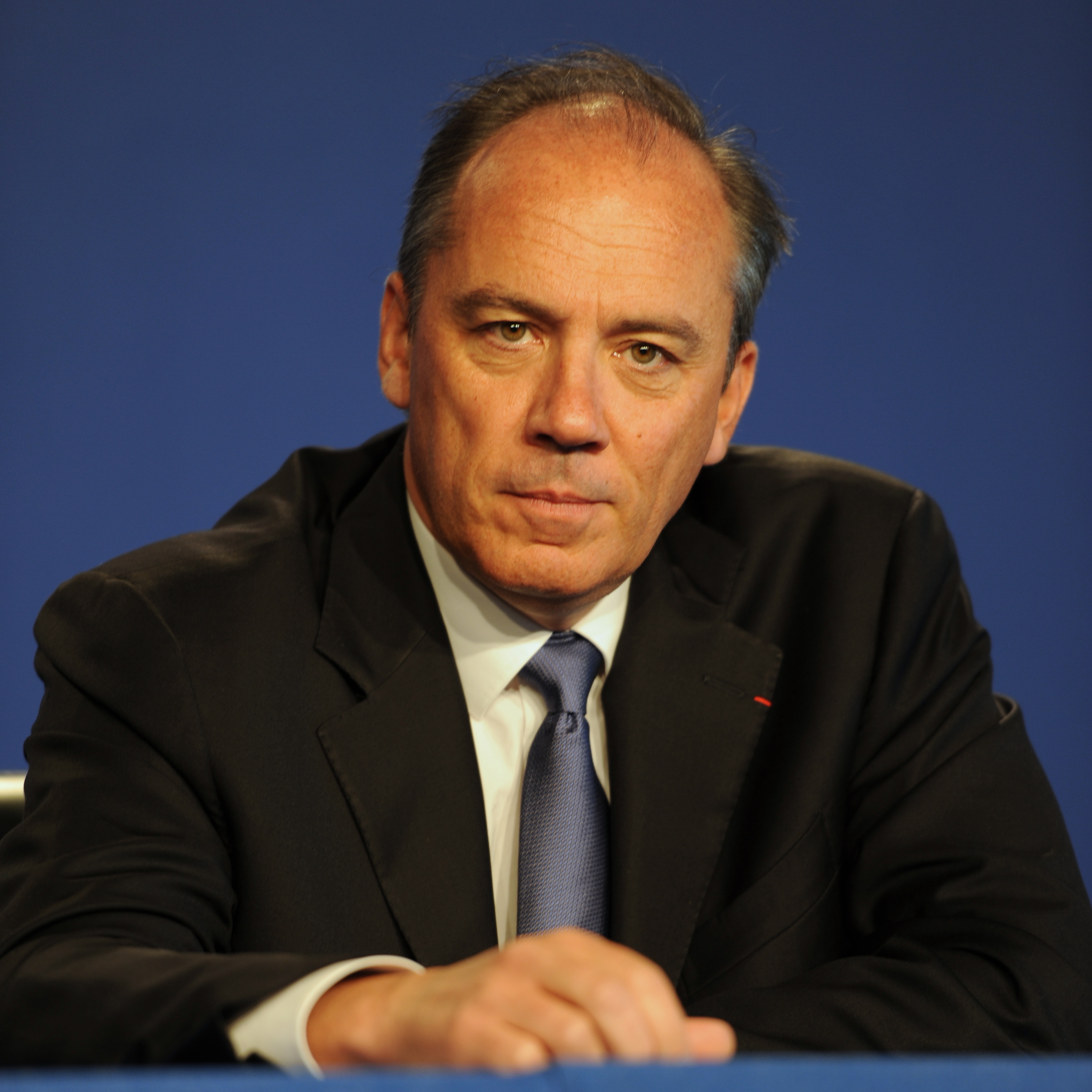
Stéphane Richard, directeur de cabinet de Christine Lagarde entre 2007 et 2009.

#### L'enquête et les mises en examen
Le parquet de Paris ouvre en septembre 2012 une information judiciaire pour « usage abusif de pouvoirs sociaux et recel de ce délit ». Dans le cadre de cette procédure, les trois juges d’instruction du pôle financier de Paris chargés de l’affaire, Serge Tournaire, Guillaume Daïeff et Claire Thépaut font procéder à des perquisitions, notamment aux domiciles des trois juges arbitres, de Bernard Tapie, de Christine Lagarde et de son ex-directeur de cabinet, Stéphane Richard, ainsi qu'aux cabinets de Maître Lantourne, l'avocat de Bernard Tapie ; et enfin au domicile de Claude Guéant, secrétaire général de l'Élysée au moment de l'arbitrage.
Maître Lantourne est placé en garde à vue les 27 et 28 mai 2013, puis en juin 2013, et est mis en examen pour escroquerie en bande organisée. Pour sa part, Pierre Estoup, l'un des trois juges-arbitres de l'arbitrage, est placé pendant la même période en garde à vue médicalisée à l'hôtel-Dieu de Paris. Il en ressort avec une mise en examen pour « escroquerie en bande organisée ». Le PDG d'Orange, Stéphane Richard, est mis en examen le 12 juin pour le même motif. M. Richard était le directeur du cabinet de la ministre de l'Économie, Christine Lagarde, à l'époque où le gouvernement a accepté de solder le contentieux entre M. Tapie et le Crédit Lyonnais. Par ailleurs, l'ancien président du Consortium de réalisation, Jean-François Rocchi, est mis en examen pour « usage abusif de pouvoirs sociaux ». 
Pierre Estoup conteste la qualification retenue pour son incrimination. Il estime que son honneur est attaqué et s'étonne, en outre, que les deux autres arbitres, en l'occurrence Pierre Mazeaud, Président du tribunal arbitral, dont la voix était prépondérante et Jean-Denis Bredin, arbitre désigné par le Crédit Lyonnais ne soient pas inquiétés dès lors que la sentence figeant les sommes attribuées à Bernard Tapie a été rendue et signée à l'unanimité du tribunal arbitral.
Bernard Tapie est lui placé en garde à vue le 24 juin 2013 puis mis en examen pour « escroquerie en bande organisée »,. Il conteste cette mise en examen estimant que le dossier ne comporte rien qui puisse justifier une telle qualification. Une partie de ses biens est mis sous séquestre et ses comptes bancaires sont bloqués. Fin décembre 2013, Bernard Tapie dépose une requête pour faire annuler sa mise en examen. Une requête en annulation est aussi déposée par Pierre Estoup et l'avocat Maurice Lantourne.
En janvier 2015, la cour d'appel de Paris valide les mises en examen pour « escroquerie en bande organisée » de Bernard Tapie, de Pierre Estoup et de Maurice Lantourne, puis la mise en examen de Bernard Tapie pour « escroquerie en bande organisée » est validée par un arrêt de la cour de cassation du 20 janvier 2016.
Parallèlement, et dans le cadre de cette affaire d'arbitrage du litige concernant la vente d'Adidas, Bernard Tapie est mis en examen le 6 mai 2015, pour « détournements de fonds »,.
En décembre 2017, les juges d’instruction chargés du dossier décident, suivant des réquisitions du Parquet de mars 2017, et au terme d’une instruction de plus de cinq ans, de renvoyer devant le tribunal correctionnel, Bernard Tapie, son avocat, Maurice Lantourne, l’ancien directeur de cabinet de la ministre de l’économie Christine Lagarde, Stéphane Richard, président-directeur général d’Orange, Pierre Estoup, l’un des trois juges arbitres de l’affaire, Jean-François Rocchi, ancien directeur du Consortium de réalisation (CDR), et Bernard Scemama, ancien président de l’Établissement public de financement et de restructuration (EFPR), autre entité alors chargée, avec le CDR, de gérer les dettes du Crédit lyonnais.

#### Procès et relaxe générale puis condamnation pour escroquerie en appel
Après un procès débuté en mars 2019, le tribunal correctionnel prononce une relaxe générale le 9 juillet estimant qu'« aucun élément du dossier ne permet d'affirmer » que cet arbitrage ait fait l'objet de « manœuvres frauduleuses » ou d'une quelconque « fraude ». Le procureur de la République avait pourtant requis de lourdes peines à l'encontre de cinq des six prévenus (Bernard Tapie, Stéphane Richard, Maurice Lantourne, Pierre Estoup, Jean-François Rocchi et Bernard Scemama). Le parquet de Paris fait appel de ce premier jugement le 16 juillet suivant. Mais le décès de Bernard Tapie le 3 octobre 2021 met fin à l'action publique en ce qui le concerne.
Le 24 novembre 2021, la Cour d'appel de Paris invalide le jugement de première instance, et condamne Stéphane Richard, Maurice Lantourne, Pierre Estoup, et Jean-François Rocchi,.
Le 28 juin 2023, la Cour de cassation valide une grande partie de la décision de la cour d’appel mais censure les déclarations de culpabilité du directeur de cabinet et du président du consortium. En effet, ils ignoraient le caractère frauduleux de la décision rendue par le tribunal arbitral ; dès lors, la cour d’appel ne pouvait considérer qu’ils étaient complices du détournement.
Le 30 juin 2025, Stéphane Richard est condamné à six mois de prison avec sursis et à 15 000 euros d’amende. Les magistrats ont finalement suivi  l'avis de l’avocat général de la Cour de cassation en requalifiant l’infraction reprochée à l’ex-directeur de cabinet de Christine Lagarde au ministère de l’Économie en négligence (et non complicité de détournement de fonds publics). 

### Recours judiciaires civils en vue d'annuler ou réviser l'arbitrage
Au vu des développements de l'affaire pénale, le Consortium de réalisation dépose le 28 juin 2013 deux recours devant la cour d'appel de Paris en vue de réviser l'arbitrage rendu en 2008 qui serait fondé, selon le CDR, sur des attestations qui se seraient révélées par la suite mensongères,,, le CDR visant notamment l'attestation de l'arbitre Pierre Estoup déclarant ne pas avoir de lien avec Bernard Tapie. 
L'un des recours demande la récusation du juge arbitre mais le compromis arbitral comportant une clause dérogatoire à l'article 1464 du code de procédure civile permettant de récuser les arbitres, si un arbitre est récusé, la procédure arbitrale continue néanmoins.
Le deuxième recours est un appel en nullité contre la sentence arbitrale. Les précédents recours administratifs avaient conclu qu'un tel appel avait peu de chance d'aboutir. Cependant, la situation a évolué depuis la mise en examen de Bernard Tapie dans le volet pénal de l'affaire.
Par « précaution », le CDR saisit également, le 26 juillet, le Tribunal arbitral, pourtant contesté, d'une demande en rétractation de ses sentences, ce que l'avocat de Bernard Tapie, Me Jean-Georges Betto, qualifie de « reculade ».
Le 1er octobre 2013, l'État français, par l'intermédiaire du CDR et de l'Établissement public de financement et de restructuration (EPFR), dépose devant le Tribunal de Grande Instance de Paris un autre recours pour faute à l'encontre de Bernard Tapie, son avocat, Maître Maurice Lantourne, et le juge-arbitre Pierre Estoup. Les avocats de Bernard Tapie qualifient ce nouveau front judiciaire de « risible » et remarquent que ces trois recours civils ne pourront être statués avant plusieurs années puisqu'ils sont accompagnés d'une demande de sursis à statuer en attente de la solution définitive de la procédure pénale.
Le 10 avril 2014, le principal recours introduit par le CDR contre l'arbitrage (recours en annulation) est déclaré irrecevable par la cour d'appel de Paris, car introduit hors délais. Pour être recevable, il aurait dû être introduit dans un délai d'un mois suivant la notification de la sentence. 
Le 11 septembre 2014, Le Monde révèle les conclusions du rapport de synthèse des policiers de la brigade financière chargée d'enquêter sur les conditions de la vente d'Adidas par Bernard Tapie : selon leurs conclusions et contrairement à sa version des faits, l'homme d'affaires n'aurait pas été lésé par le Crédit lyonnais lors de cette transaction. Ils écrivent notamment que les « faits ayant pu être établis par les investigations ne permettent pas de donner crédit à la thèse de M. Tapie et aux conclusions des arbitres » et que « M. Tapie et son conseil ont produit des attestations qui s'avèrent inexactes, voire mensongères […]. Le raisonnement des arbitres reposait sur des documents non conformes à la réalité ». Sur France Info, Bernard Tapie dénonce un « cirque » et « l'intox des policiers avec la complicité des journalistes ».

### Rétractation du jugement arbitral du 17 février 2015, arrêt de la cour d'appel de Paris du 3 décembre 2015, arrêt de la cour de cassation du 30 juin 2016
Le 17 février 2015, la cour d'appel de Paris ordonne la rétractation du jugement arbitral du 7 juillet 2008 ainsi que des trois sentences du 27 novembre 2008 et déclare recevable le recours en révision engagé par « SAS CDR » anciennement « Société de banque occidentale » et « SA CDR Consortium de réalisation » contre la sentence arbitrale qui avait été rendue à l'avantage de M. et Mme Tapie et consorts,. 
Pour mémoire, la « SAS CDR » anciennement « Société de banque occidentale » et « SA CDR Consortium de réalisation » ont été précédemment condamnées à payer au couple Tapie et consorts la somme de 404 623 082,54 € correspondant à : 
- 240 000 000,00 € en principal,
- 8 448 529,59 € pour les dépenses engagées sur frais de liquidation,
- 45 000 000,00 € pour le préjudice moral des époux Tapie,
- auxquels s'ajoutent la moitié des frais et honoraires des trois arbitres et les intérêts légaux non capitalisés calculés sur le principal de 240 000 000 €, à compter du 30 novembre 1994, ce qui représente un total de 111 174 552,95 €[114].

Le Jugement de la cour d'appel de Paris du 3 décembre 2015 statue sur l'action introduite par les : S.A.S. CDR anciennement Société de Banque Occidentale et S.A. CDR Consortium de Réalisation et fait suite à l'arrêt rendu le 17 février 2015 ci-dessus.  
Devant se prononcer sur le bien-fondé de la décision des arbitres, la cour d'appel de Paris :
- déboute de toutes leurs prétentions[116],[117] :

1. Bernard Tapie et Dominique Mialet-Damianos épouse de Bernard Tapie
2. la SELAFA MJA en qualité de Mandataire judiciaire à la liquidation judiciaire du couple Tapie, de la Société Anonyme Alain Colas Tahiti et de la Société en Nom Collectif Bernard Tapie Gestion (S.N.C. BTG),
3. la SELARL EMJ en qualité de Mandataire judiciaire à la liquidation judiciaire du couple Tapie, de la SA Alain Colas Tahiti et de la S.N.C. BTG,
4. la Société en Nom Collectif Groupe Bernard Tapie (S.N.C. GBT) est l'actionnaire majoritaire de la Société en Nom Collectif Bernard Tapie Finance (SNC BTF), (pour information : la SNC BTF est par ailleurs l'actionnaire majoritaire de la Société en nom Collectif Bernard Tapie Finance GmbH (SNC BTF GmbH) qui était détentrice d'Adidas)
5. la Société Financière Immobilière Bernard Tapie (S.F.I.B.T.),
6. la Société en Nom Collectif Bernard Tapie Gestion (S.N.C. BTGestion),
7. la Société Alain Colas Tahiti,
8. l'Établissement Public de Financement et de Restructuration. (Les trois dernières sociétés n'étant pas représentées).

- en outre, le couple Tapie et consorts sont solidairement condamnés à payer aux « SAS CDR » anciennement « Société de banque occidentale » et « SA CDR Consortium de réalisation » :

1. la somme de 404 623 082,54 € correspondant à la somme accordée par la sentence arbitrale rétractée. On relève que la Cour d'appel ne mentionne aucune réduction ni déduction applicables à cette somme, car elle correspond à celle mentionnée au jugement arbitral initial. C'est bien l'intégralité de cette somme qui est réclamée à Bernard Tapie et consorts.
2. les intérêts calculés au taux légal sur la somme de 404 623 082,54 € à compter du jour du paiement par les sociétés S.A.S. CDR et S.A. CDR Consortium de Réalisation et ordonne la capitalisation des intérêts ci-dessus dans les conditions prévues par l'article 1154 du Code Civil[118],[119],
3. le coût de la procédure d'arbitrage y compris les frais et honoraires des arbitres,
4. les intérêts calculés au taux légal sur le coût de la procédure d'arbitrage y compris les frais et honoraires des arbitres à compter du jour du paiement par les S.A.S. CDR et S.A. CDR Consortium de Réalisation et ordonne la capitalisation des intérêts ci-dessus dans les conditions prévues par l'article 1154 du Code Civil[118],[119],
5. la somme de 300 000 € en application de l'article 700 du Code de Procédure Civile, pour couvrir les frais autres que les dépens engagés par S.A.S. CDR anciennement Société de Banque Occidentale et S.A. CDR Consortium de Réalisation,
6. les dépens conformément aux dispositions de l'article 699 du Code de Procédure Civile[120].

La cour d'appel de Paris rejette toutes les demandes du couple Tapie et consorts à l'exception de sa demande de dommage et intérêts concernant uniquement le préjudice lié à la visite publique organisée de l'hôtel Cavoye le 14 décembre 1994 de 9 heures à midi dans le cadre de la vente aux enchères du dit immeuble. À ce titre, et uniquement à ce titre les S.A.S. CDR et S.A. CDR Consortium de Réalisation sont condamnées à payer au couple Bernard Tapie et consorts : 1 € symbolique de dommage-intérêts au titre du préjudice moral visé à l'article 2.22 du compromis.
Le jugement n'étant pas suspensif, la Justice procède dès lors à des saisies conservatoires des biens des époux Tapie afin de recouvrer une partie des 404 millions d'euros exigible dès le jour de la notification du jugement, les Tapie disposant d'un délai de deux mois pour s'acquitter de la totalité du remboursement : après le 3 février, cette dette sera majorée de 5 points. Selon maître William Bourdon, avocat des parties civiles, « il y a des indices qui accréditent l'idée qu'une partie des sommes se sont évaporées dans des lieux hospitaliers comme des paradis fiscaux ». L'avocat n'exclut pas que les choses se terminent par de la prison si Bernard Tapie tente d'organiser une insolvabilité présumée.
Le 30 juin 2016, la Cour de cassation rejette les deux principaux pourvois contre l'arrêt de la cour d'appel de Paris du 17 février 2015. Elle confirme la compétence de la cour d'appel de Paris pour statuer sur un arbitrage dépourvu du caractère international qui l'aurait fait échapper à la compétence de la juridiction française. Elle confirme l'existence d'une fraude civile justifiant l'annulation des sentences arbitrales en raison des liens entre l'un des juges arbitres (Pierre Estoup) et Bernard Tapie,. 
Un autre pourvoi, contre un arrêt de la cour d'appel de Paris en date du 3 décembre 2015 portant sur les 405 millions d'euros que Bernard Tapie doit rembourser, reste pendant devant la cour de cassation. En date du 18 mai 2017, la Chambre commerciale, financière et économique de la Cour de cassation rend l'arrêt n°842 qui condamne définitivement Bernard Tapie à rembourser la somme de 404 millions d'euros au CDR.

### Procédure de sauvegarde du 2 décembre 2015
Le 30 novembre 2015, anticipant la décision des juges, Bernard Tapie a introduit une procédure de sauvegarde, auprès de la 2e Chambre du Tribunal de Commerce de Paris aux noms de la société : SNC GBT (RCS Paris 316 655 125 Objet : Gestion de Fonds) . Cette procédure est étendue par le Tribunal de Commerce de Paris à la SCI FIBT (RCS 316 238 906 Objet : Location de terrains et autres biens immobiliers) le 2 décembre 2015.  
Toutefois, pour que cette procédure de sauvegarde soit recevable, il faut qu'à la date de l'introduction de la procédure de sauvegarde, les débiteurs, en l’occurrence les deux sociétés ci-dessus appartenant à Bernard Tapie : 
- ne soient pas en cessation de paiement,
- puissent justifier de difficultés qu'elles ne sont pas en mesure de surmonter et qui sont susceptibles de les conduire à la cessation de paiement.

Cette procédure est ouverte pour une période de 6 mois renouvelable jusqu'à 18 mois maximum, elle s'ouvre sur une période d'observation, en outre, elle suspend les poursuites ainsi que le calcul des intérêts et des majorations.
Ce type de procédure ne peut pas être ouverte par anticipation d'hypothétiques difficultés à venir. De ce fait, sa recevabilité par le Tribunal de Commerce le 2 décembre 2015 laisse entendre que la situation financière de Bernard Tapie était déjà compromise à cette date.   
Pour information, les derniers comptes annuels de la SNC GBT déposés au Greffe sont arrêtés à la date du 30/06/2011 et font état d'un déficit de 2 586 800 € pour un chiffre d'affaires HT de 400 000 €, la trésorerie s'élevant à 213 358 300 €,.   
Cette société contrevient depuis à l'obligation légale faite aux sociétés commerciales de déposer leurs comptes sociaux au Greffe. La SCI FIBT n'est pas soumise à cette obligation légale du fait de sa forme juridique.  
Aucune mesure de sauvegarde ou autre ne semble avoir été prise par l'épouse de Bernard Tapie et les consorts solidairement condamnés.

### Suites judiciaires du traitement fiscal des indemnités allouées par l'arbitrage au couple Tapie

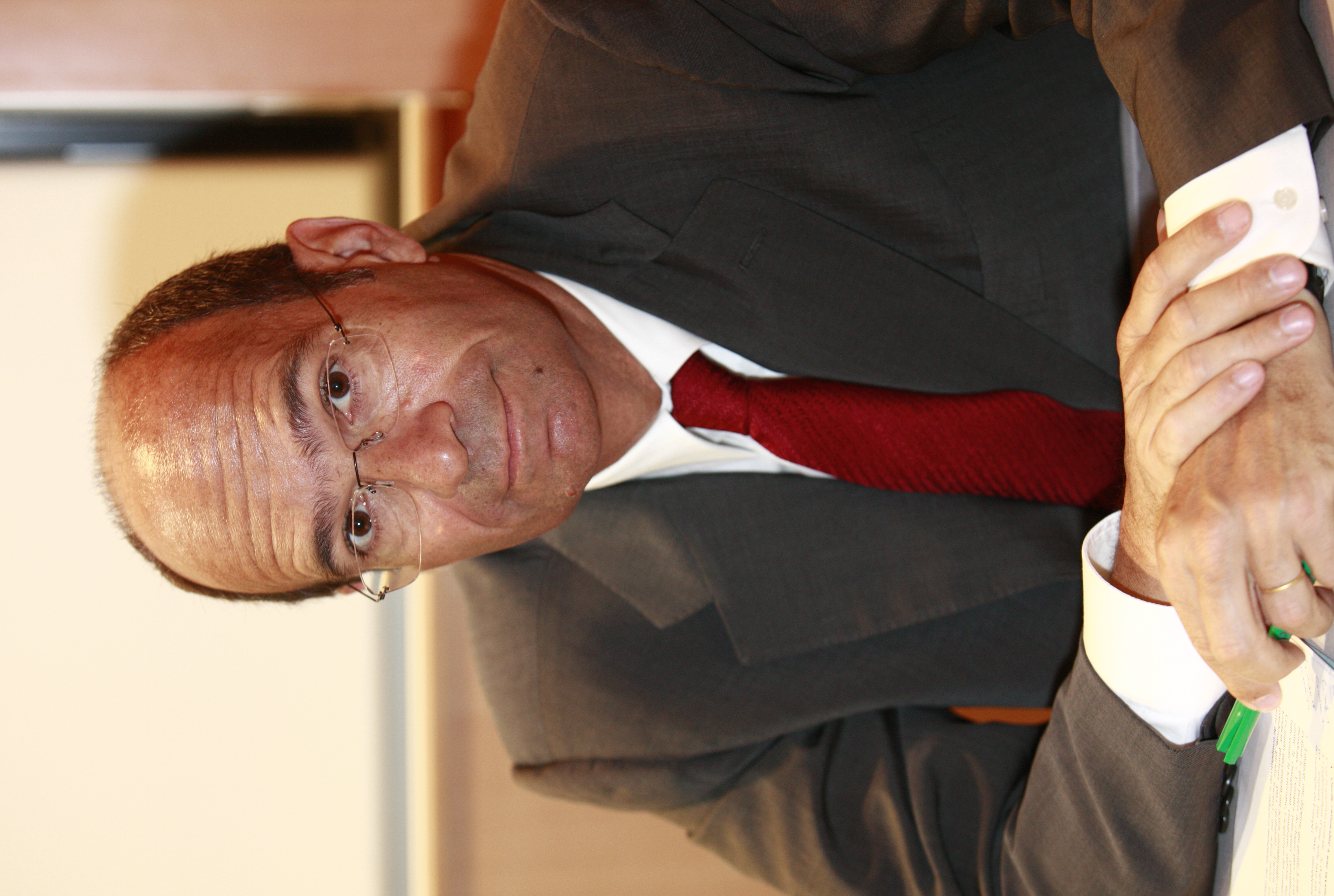
Éric Woerth, ministre du Budget de 2007 à 2010.

Les indemnités perçues par le couple Bernard Tapie, son épouse et les sociétés citées dans le jugement d'arbitrage ci-dessus soit 404 623 082,54 € ont fait l'objet d'une imposition fiscale, déduction faite des 45 000 000,00 € d'indemnité pour préjudice moral, non imposable qui a été directement perçue par le couple Tapie.
Les 359 623 082,54 € restants ont été versés à la Société en Nom Collectif Groupe Bernard Tapie (SNC GBT), établissement qui relève de l'impôt sur les Sociétés.
De ce fait, l'Administration fiscale estime que cette somme relevait des Bénéfices industriels et commerciaux, et devait à ce titre être soumise à l'impôt sur les Sociétés (IS) au taux normal de 33,3 % soit 119 754 487 € d'impôt.
Quant à lui, le couple Tapie a émis la demande que cette somme soit imposable au régime plus favorable des plus-values de cession de titres de participation détenus depuis au moins deux ans. Les plus-values ainsi réalisées sont exonérées, sous réserve qu'une quote-part de frais et charges de 5 % de la somme soit soumise à la taxation au taux normal de l’IS, ce qui équivaut à une imposition d'environ 1,67 % (soit 5 987 724 € d'impôts).
Le cabinet d'Éric Woerth alors ministre du Budget, des Comptes Publics et de la Fonction Publique, tranche dans un courrier daté du 2 avril 2009 pour une taxation mixte considérant les 2/3 de la somme comme relevant du régime des plus-values et 1/3 comme relevant du régime des bénéfices industriels et commerciaux : 
- 4 003 804 € correspondant à l'imposition à 1,67 % d'une quote-part de frais et charges de 5 % calculée sur deux tiers de l’indemnité,

- 39 918 962 € correspondant à l'imposition à 33,3 % calculée sur un tiers de l'indemnité,

ce qui représente une somme totale de 43 921 966 €.
In fine, la Société en Nom Collectif Groupe Bernard Tapie (SNC GBT) s'acquitte de 11 000 000 €.
S'interrogeant sur « les conditions très favorables d'imposition », Gilles Johanet, procureur général près la Cour des comptes adresse un courrier à l'Administration fiscale via la Justice. Le 11 mars 2016, une information judiciaire est ouverte pour « Concussion, complicité et recel » et trois juges d'instruction sont nommés. La Cour de justice de la République ouvre une information judiciaire en 2019.
En juillet 2021, Eric Woerth est mis en examen par la Cour de justice de la République pour concussion (malversations commises dans l’exercice d’une fonction publique). Il est soupçonné d’avoir accordé un avantage fiscal à Bernard Tapie en 2009,.
Le 3 octobre 2022, la Cour de justice de la République prononce un non-lieu pour Éric Woerth. L'ancien ministre échappe donc à un procès,.

### Vidéographie
- Bernard Tapie et le Crédit Lyonnais, « un coup à trois bandes », de Marc Maouad et Roland Sicsic, Maydia Production, 2011, Planète+, 52 min [présentation en ligne] [voir en ligne] [vidéo]
- L'intégralité de l'audition de Bernard Tapie devant la Commission des finances, de l'économie générale et du plan de l'Assemblée nationale. Analyse de la sentence arbitral de juillet 2008 et des prises de position dest deux instances concernées : l'EPFR et le CDR. (Diffusé sur LCP, La Tribune TV)